# Pastoralis officii nostri

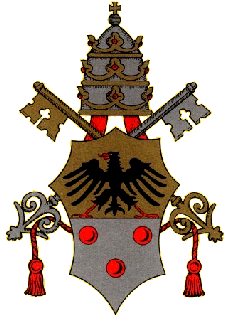
Wappen Papst Pius’ XI.

Mit der Päpstlichen Bulle Pastoralis officii nostri vom 18. Februar 1930 regelt Papst Pius XI. die neuen Grenzen der Diözesen in Deutschland. Grundlage für diese Zirkumskriptionsbulle war das mit dem Heiligen Stuhl abgeschlossene Preußenkonkordat, welches vom Nuntius Eugenio Pacelli (dem späteren Papst Pius XII.) und vom preußischen Ministerpräsidenten Otto Braun am 14. Juni 1929 in Berlin unterzeichnet wurde. Einige bedeutende Veränderungen seien hier genannt:

## Bistum Aachen
Aachen wurde wieder ein eigenständiges Bistum und im Zuge der Wiederherstellung der Dom zu Aachen zur Kathedralkirche erhoben.

## Apostolisches Vikariat der Norddeutschen Missionen
Das Gebiet des Apostolischen Vikariates der Norddeutschen Missionen und damit auch Mecklenburg wurde in das Bistum Osnabrück eingegliedert. Für das gesamte Gebiet der damaligen Länder Mecklenburg-Schwerin und Mecklenburg-Strelitz wurde das Dekanat Mecklenburg errichtet.

## Bistum Berlin
Auf der Basis des Konkordats wurde das Bistum Berlin errichtet, hinzu kam der nördliche Teil der Diözese Breslau bis einschließlich Jüterbog und Dahme. Gleichzeitig wurde die St.-Hedwigs-Kirche zur Kathedrale des neuen Bistums Berlin erhoben. Das neue Bistumsgebiet umfasste nun die ehemaligen Bistümer Brandenburg, Havelberg, Kammin und Lebus.

## Bistümer Fulda und Limburg
In der Bulle wurde weiterhin festgelegt, dass das Bistum Fulda die Stadt Frankfurt an das Bistum Limburg zu übergeben hatte.

## Erzbistum Paderborn
Durch das Preußenkonkordat war das vom Bistum zum Erzbistum Paderborn ernannte Paderborn jetzt gleichrangig an die Seite der Erzbistümer Köln und Breslau gestellt, der amtierende Bischof Caspar Klein und seine Nachfolger führten fortan den Titel „Erzbischof“.